# Koregala, Malavalli
Koregala là một làng thuộc tehsil Malavalli, huyện Mandya, bang Karnataka, Ấn Độ.